# Juan Briezen
Juan Briezen (* 9. August 1928 auf Aruba; † 2007) war ein niederländischer Fußballspieler.

## Karriere

### Verein
Briezen spielte für den in Oranjestad ansässigen SV Aruba Juniors (Jong Aruba) in der Division di Honor, der höchsten Spielklasse des Arubaanse Voetbal Bond, Fußball.

### Nationalmannschaft
Für die A-Nationalmannschaft bestritt er sechs Länderspiele, in denen er drei Tore erzielte. Eins davon erzielte er bei seiner Teilnahme am olympischen Fußballturnier 1952 in Helsinki. Am 21. Juli 1952 traf er mit seiner Mannschaft auf die Nationalmannschaft der Türkei, die das Achtelfinale in Lahti mit 2:1 gewann; in diesem, dem einzigen Spiel bei Olympischen Spielen, gelang ihm das Anschlusstor zum 1:2 in der 79. Minute. Bei den Zentralamerika- und Karibikspielen 1950 in Guatemala-Stadt gewann er mit der Auswahl der Niederländischen Antillen eine Goldmedaille für das Nederlands Antilliaans Olympisch Comité (NAOC). Des Weiteren nahm er vom 9. bis 21. März 1953 am Turnier um die CCCF-Meisterschaft in Costa Rica teil und belegte dort mit seiner Mannschaft den vierten Platz.

## Erfolge
- Vierter Platz CCCF-Meisterschaft 1953
- Goldmedaille Zentralamerika- und Karibikspiele 1950